# Keld Leveau
Keld Leveau (født 15. februar 1933 i København) er en forhenværende cykelrytter fra Danmark. Hans foretrukne disciplin var banecykling, og han var professionel fra 1954 til 1961.
Leveau var en habil seksdagesrytter. Ved den fjerde udgave af seksdagesløbet i Aarhus kom han i februar 1956 på tredjepladsen sammen med makker Kay Werner Nielsen.